# Ladiesbowl
Der Ladiesbowl ist das Endspiel der German Football League Women um den Titel des Deutschen Meisters im American Football und wird in dieser Form seit 1992 ausgetragen. Eine inoffizielle Meisterschaft gab es bereits ab 1990. Rekordsieger sind die Berlin Kobra Ladies, die den Titel zwölfmal gewinnen konnten.

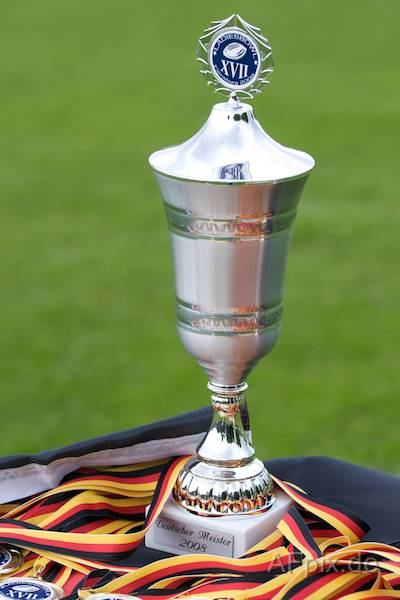
Ladiesbowl-Pokal XVII, 2008

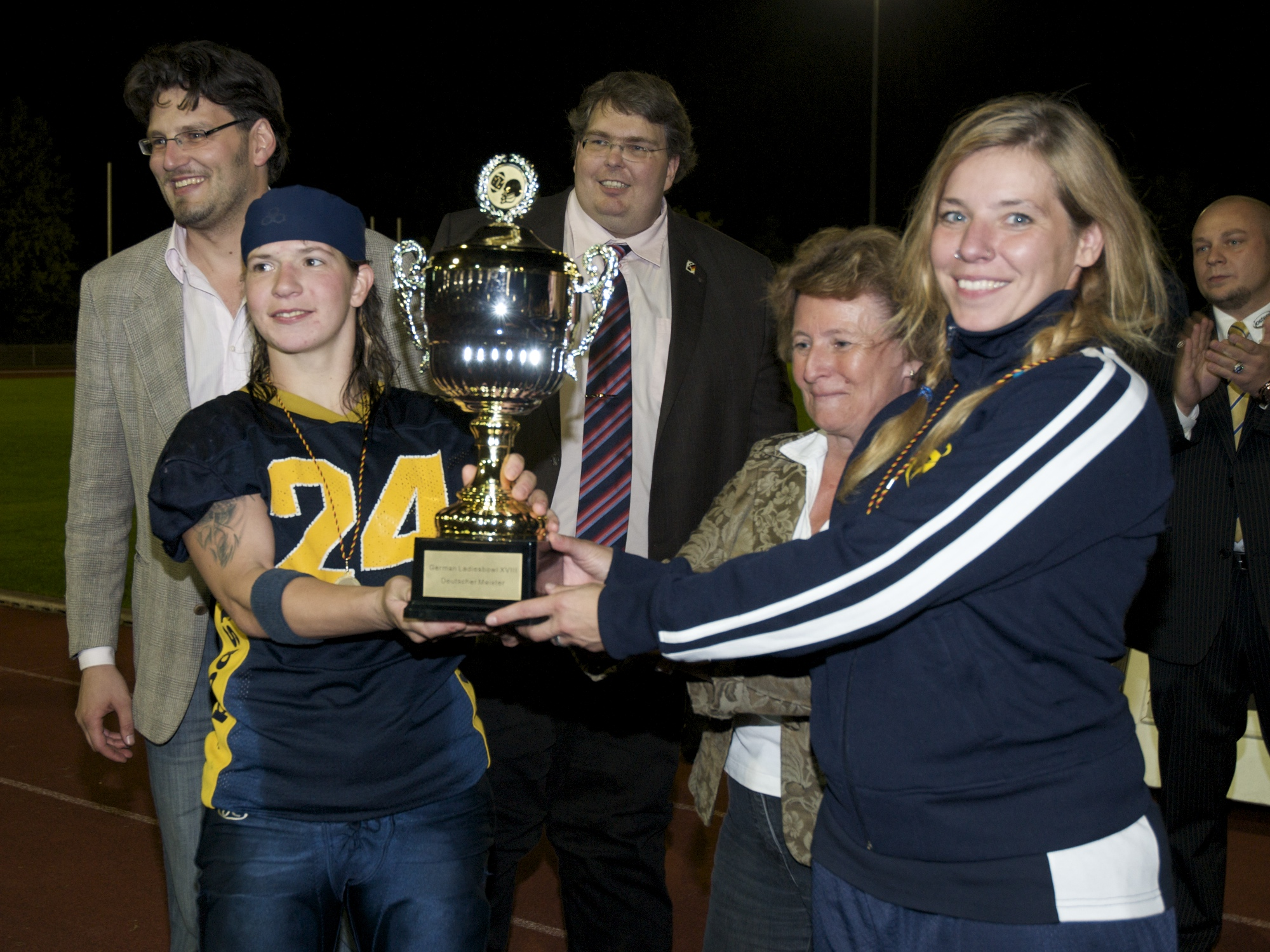
Pokalübergabe an die Ladiesbowl-Gewinner 2009, die Berlin Kobra Ladies

## Ladiesbowl Deutschland
| Nr.    | Datum         | Sieger                                         | Ergebnis                                       | Verlierer                                      | Ort                                            | Stadion                                          | Zuschauer                                      | MVP (Team)                                                 |
| ------ | ------------- | ---------------------------------------------- | ---------------------------------------------- | ---------------------------------------------- | ---------------------------------------------- | ------------------------------------------------ | ---------------------------------------------- | ---------------------------------------------------------- |
| inoff. | 1990          | Bamberg Lady Bears                             | 14:12                                          | Hannover Ambassadors                           | Hannover                                       |                                                  |                                                |                                                            |
| inoff. | 1991          | Bamberg Lady Bears                             | kein Endspiel                                  | kein Endspiel                                  | kein Endspiel                                  | kein Endspiel                                    | kein Endspiel                                  | kein Endspiel                                              |
| I      | 27. Sep. 1992 | Bamberg Lady Bears                             | 23:00                                          | Mülheim Shamrocks                              | Bamberg                                        |                                                  | 500                                            |                                                            |
| II     | 19. Sep. 1993 | Berlin Adler Girls                             | 36:80                                          | Frankfurt Gamblers                             | Berlin                                         |                                                  | 500                                            |                                                            |
| III    | 25. Sep. 1994 | Berlin Adler Girls                             | 33:00                                          | Nürnberg Hurricanes                            | Lübeck                                         | Buniamshof                                       | 300                                            |                                                            |
| IV     | 30. Sep. 1995 | Berlin Adler Girls                             | 31:00                                          | Hannover Stampeders                            | Hanau                                          | Herbert-Dröse-Stadion                            | 200                                            |                                                            |
| V      | 21. Sep. 1996 | Berlin Adler Girls                             | 32:80                                          | Hannover Stampeders                            | Hagen                                          |                                                  | 250                                            |                                                            |
| VI     | 28. Sep. 1997 | Berlin Adler Girls                             | 21:80                                          | Hannover Ambassadors                           | Lübeck                                         | Buniamshof                                       | 400                                            |                                                            |
| VII    | 27. Sep. 1998 | Nürnberg Hurricanes                            | 37:29                                          | Cologne Crocodiles                             | Lübeck                                         | Buniamshof                                       | 400                                            |                                                            |
| VIII   | 26. Sep. 1999 | Nürnberg Hurricanes                            | 31:20                                          | Berlin Adler Girls                             | Lübeck                                         | Buniamshof                                       | 500                                            |                                                            |
| IX     | 24. Sep. 2000 | Berlin Adler Girls                             | 62:25                                          | Hamburg Maniacs                                | Dessau                                         |                                                  | 400                                            |                                                            |
| X      | 23. Sep. 2001 | Berlin Adler Girls                             | 35:00                                          | Munich Cowboys Ladies                          | Berlin                                         | Stade Napoleon                                   | 400                                            |                                                            |
| XI     | 22. Sep. 2002 | Berlin Adler Girls                             | 28:20 OT                                       | Munich Cowboys Ladies                          | München                                        | Dantestadion                                     | 400                                            |                                                            |
| XII    | 21. Sep. 2003 | Berlin Adler Girls                             | 41:12                                          | Munich Cowboys Ladies                          | Mülheim an der Ruhr                            | Ruhrstadion                                      | 400                                            |                                                            |
| XIII   | 26. Sep. 2004 | Berlin Adler Girls                             | 19:80                                          | Hamburg Amazons                                | München                                        | Dantestadion                                     | 350                                            |                                                            |
| XIV    | 24. Sep. 2005 | Munich Cowboys Ladies                          | 28:00                                          | Hamburg Amazons                                | Mülheim an der Ruhr                            | Ruhrstadion                                      | 300                                            |                                                            |
| XV     | 23. Sep. 2006 | Munich Cowboys Ladies                          | 41:14                                          | Berlin Kobra Ladies                            | Mülheim an der Ruhr                            | Ruhrstadion                                      | 300                                            |                                                            |
| XVI    | 23. Sep. 2007 | Berlin Kobra Ladies                            | 55:18                                          | Nürnberg Hurricanes                            | München                                        | Dantestadion                                     | 300                                            | RB Suse Erdmann (Berlin)                                   |
| XVII   | 21. Sep. 2008 | Berlin Kobra Ladies                            | 40:37                                          | Nürnberg Hurricanes                            | Flensburg                                      | Eckener Platz                                    | 300                                            | RB Suse Erdmann (Berlin) WR Jeannette Beastoch (Nürnberg)  |
| XVIII  | 19. Sep. 2009 | Berlin Kobra Ladies                            | 41:26                                          | Nürnberg Hurricanes                            | Lübeck                                         | Buniamshof                                       | 350                                            | RB Suse Erdmann (Berlin)                                   |
| XIX    | 19. Sep. 2010 | Berlin Kobra Ladies                            | 34:28 OT                                       | Düsseldorf Blades                              | Düsseldorf                                     | Athletica-Sportanlage der Universität Düsseldorf | 450                                            | RB Suse Erdmann (Berlin) DE Jessica Neues (Düsseldorf)     |
| XX     | 18. Sep. 2011 | Berlin Kobra Ladies                            | 42:21                                          | Düsseldorf Blades                              | Berlin                                         | Stadion Wilmersdorf                              | 400                                            | RB Suse Erdmann (Berlin) QB Claudia Baack (Düsseldorf)     |
| XXI    | 23. Sep. 2012 | Berlin Kobra Ladies                            | 58:22                                          | Düsseldorf Blades                              | Frankfurt (Oder)                               | Fritz-Lesch-Sportplatz                           | 400                                            |                                                            |
| XXII   | 21. Sep. 2013 | Berlin Kobra Ladies                            | 20:16                                          | Crailsheim Hurricanes                          | Frankfurt (Oder)                               | Fritz-Lesch-Sportplatz                           | 390                                            | [ 14 ]                                                     |
| XXIII  | 27. Sep. 2014 | Mülheim Shamrocks                              | 52:22                                          | Berlin Kobra Ladies                            | Crailsheim                                     | Sportplatz Onolzheim                             | 375                                            |                                                            |
| XXIV   | 26. Sep. 2015 | Berlin Kobra Ladies                            | 48:12                                          | Mülheim Shamrocks                              | Berlin                                         | Stadion Wilmersdorf                              | 451                                            |                                                            |
| XXV    | 24. Sep. 2016 | Berlin Kobra Ladies                            | 36:28                                          | Mainz Golden Eagles Ladies                     | Berlin                                         | Stadion Wilmersdorf                              | 532                                            | RB Suse Erdmann (Berlin) RB Vera Martens (Mainz)           |
| XXVI   | 24. Sep. 2017 | Berlin Kobra Ladies                            | 32:26                                          | Mainz Golden Eagles Ladies                     | Mainz                                          | Bezirkssportanlage Mainz-Mombach                 | 426                                            | RB Suse Erdmann (Berlin) QB Jennifer Wollmann (Mainz)      |
| XXVII  | 23. Sep. 2018 | Berlin Kobra Ladies                            | 26:60                                          | Munich Cowboys Ladies                          | Erding                                         | Städtisches Stadion                              | 500                                            | RB Suse Erdmann (Berlin)                                   |
| XXVIII | 21. Sep. 2019 | Berlin Kobra Ladies                            | 26:24                                          | Stuttgart Scorpions Sisters                    | Berlin                                         | Stadion Wilmersdorf                              | 1.215                                          | DB Nadja Pechmann (Berlin) WR Barbara Morell (Stuttgart)   |
| 2020   | 2020          | Saison wegen der COVID-19-Pandemie abgebrochen | Saison wegen der COVID-19-Pandemie abgebrochen | Saison wegen der COVID-19-Pandemie abgebrochen | Saison wegen der COVID-19-Pandemie abgebrochen | Saison wegen der COVID-19-Pandemie abgebrochen   | Saison wegen der COVID-19-Pandemie abgebrochen | Saison wegen der COVID-19-Pandemie abgebrochen             |
| 2021   | 2021          | Saison wegen der COVID-19-Pandemie ausgefallen | Saison wegen der COVID-19-Pandemie ausgefallen | Saison wegen der COVID-19-Pandemie ausgefallen | Saison wegen der COVID-19-Pandemie ausgefallen | Saison wegen der COVID-19-Pandemie ausgefallen   | Saison wegen der COVID-19-Pandemie ausgefallen | Saison wegen der COVID-19-Pandemie ausgefallen             |
| XXIX   | 24. Sep. 2022 | Stuttgart Scorpions Sisters                    | 35:20                                          | Hamburg Amazons                                | Stuttgart                                      | Stadion Festwiese                                | - 650 im Stadion - ca. 2000 via Livestream     | QB Nora Cermak (Stuttgart) RB Jacqueline Ebeling (Hamburg) |
| XXX    | 21. Okt. 2023 | Hamburg Amazons                                | 26:00                                          | Berlin Kobra Ladies                            | Hamburg                                        | Pioneers Homefield                               | 409                                            | QB Julia Schlatow (Hamburg) Anna-Lena Kronemann (Berlin)   |
| XXXI   | 6. Okt. 2024  | Schwabisch Hall Unicorns Women                 | 14:70                                          | Stuttgart Scorpions Sisters                    | Schwäbisch Hall                                | Optima Sportpark                                 | 1.450                                          | RB Stella Martin (Schwabisch Hall)                         |

## Bilanz der Ladiesbowl-Teilnehmer
| Name                           | S  | N | T  | Quote   |
| ------------------------------ | -- | - | -- | ------- |
| Berlin Kobra Ladies            | 12 | 3 | 15 | 80,0 %  |
| Berlin Adler Girls             | 10 | 1 | 11 | 90,9 %  |
| Munich Cowboys Ladies          | 2  | 4 | 6  | 33,3 %  |
| Nürnberg Hurricanes            | 2  | 4 | 6  | 33,3 %  |
| Hamburg Amazons                | 1  | 3 | 4  | 25,0 %  |
| Mülheim Shamrocks              | 1  | 2 | 3  | 33,3 %  |
| Stuttgart Scorpions Sisters    | 1  | 2 | 3  | 33,3 %  |
| Bamberg Lady Bears             | 1  | 0 | 1  | 100,0 % |
| Schwabisch Hall Unicorns Women | 1  | 0 | 1  | 100,0 % |
| Düsseldorf Blades              | 0  | 3 | 3  | 0,0 %   |
| Hannover Stampeders            | 0  | 2 | 2  | 0,0 %   |
| Mainz Golden Eagles Ladies     | 0  | 2 | 2  | 0,0 %   |
| Cologne Crocodiles             | 0  | 1 | 1  | 0,0 %   |
| Crailsheim Hurricanes          | 0  | 1 | 1  | 0,0 %   |
| Frankfurt Gamblers             | 0  | 1 | 1  | 0,0 %   |
| Hamburg Maniacs                | 0  | 1 | 1  | 0,0 %   |
| Hannover Ambassadors           | 0  | 1 | 1  | 0,0 %   |